# Rasos temető

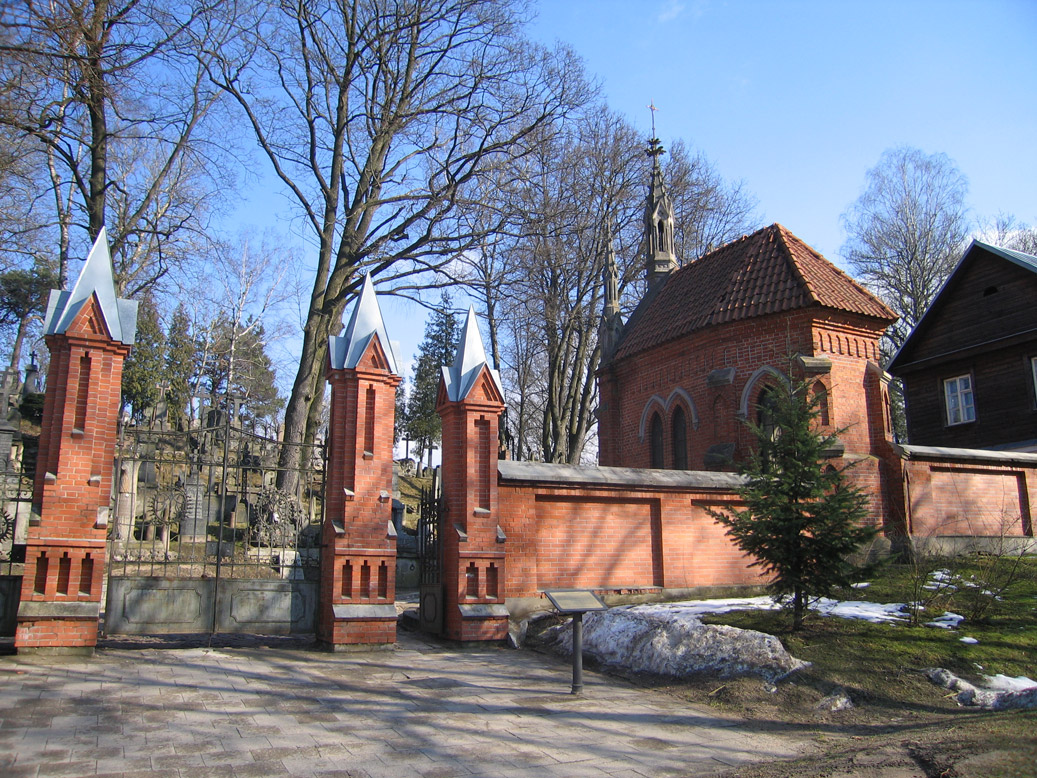
A temető bejárata

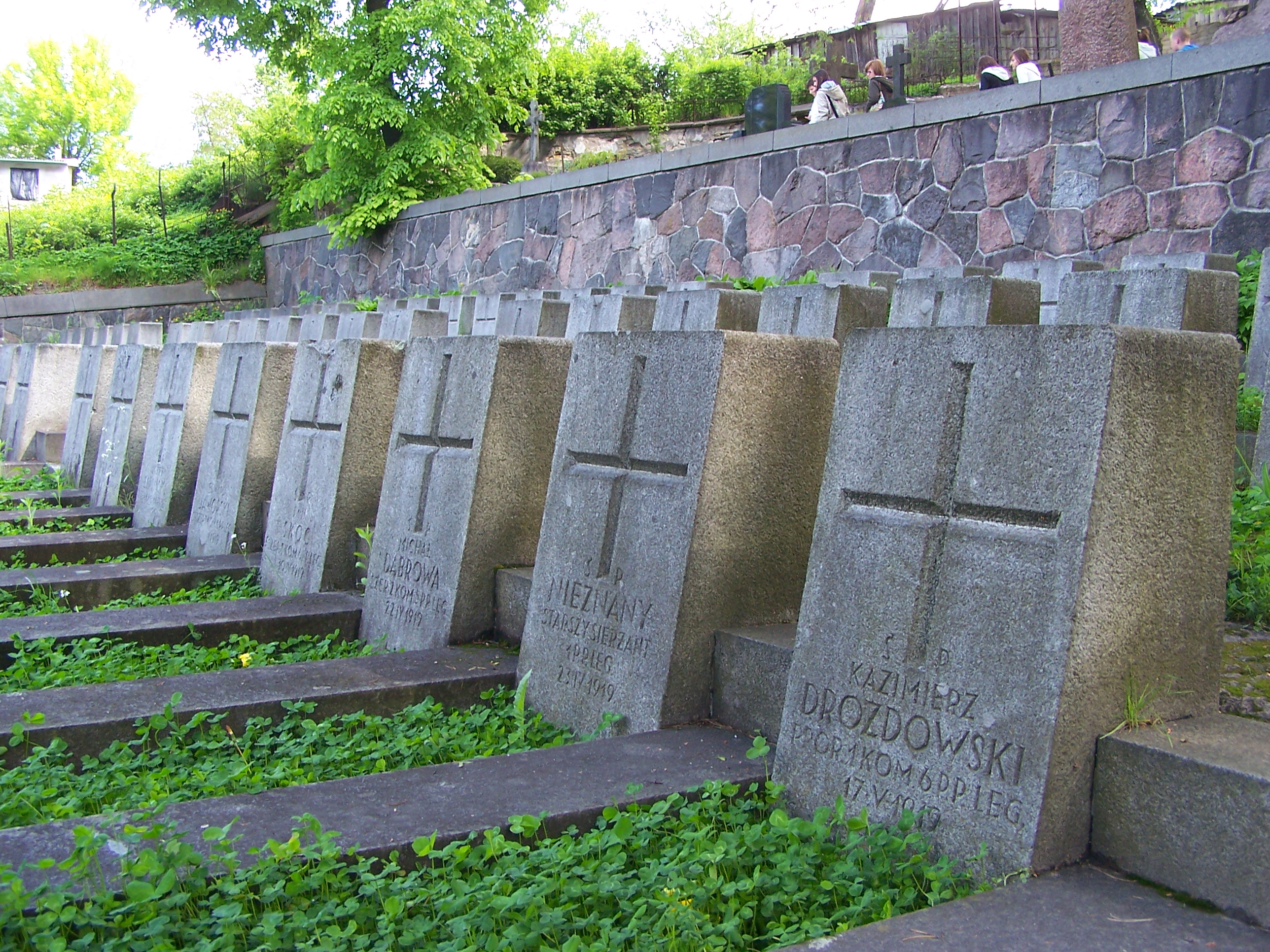
1919-ben elesett lengyel katonák sírjai

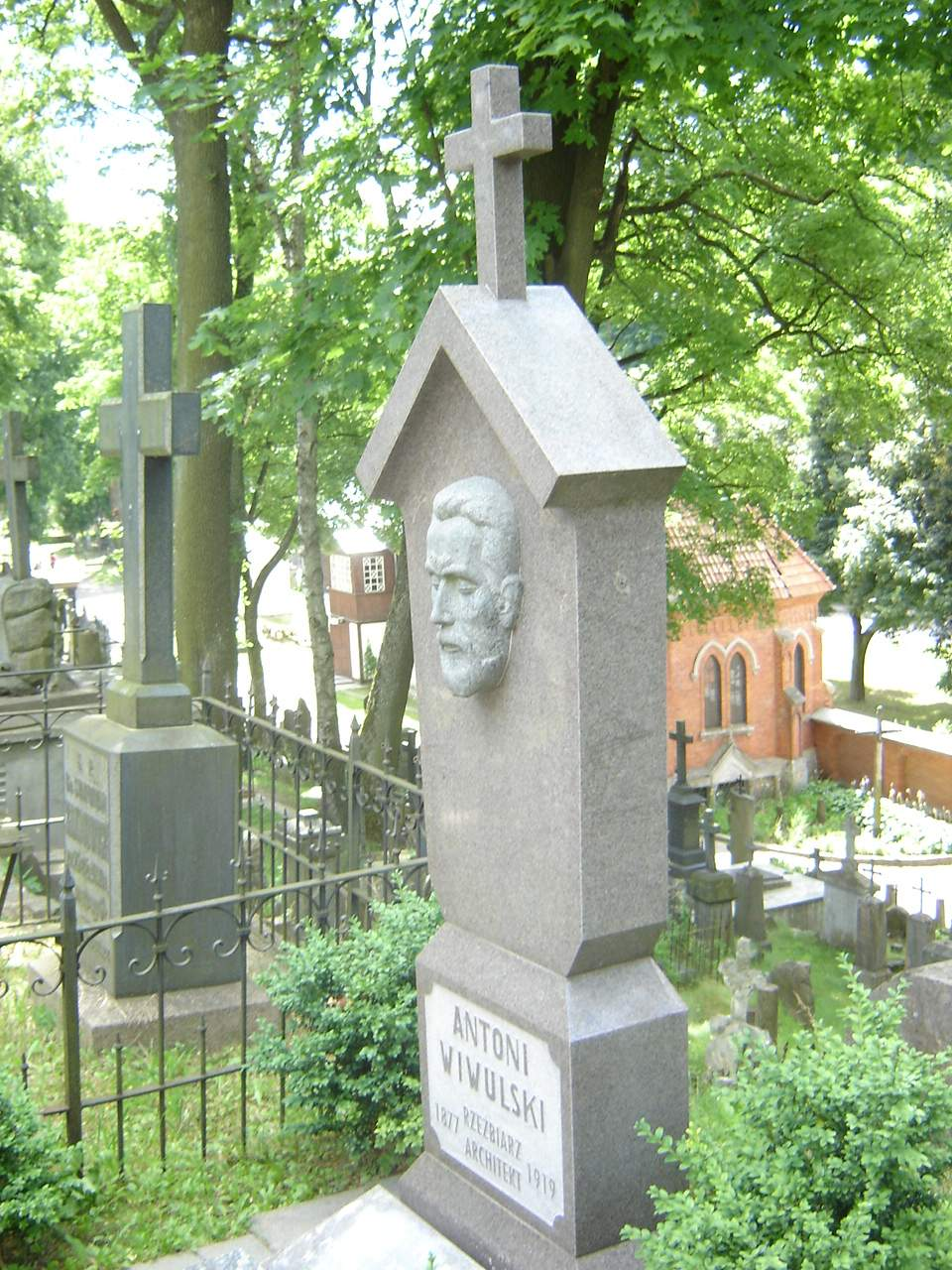
Antoni Wiwulski sírja a Rasos temetőben

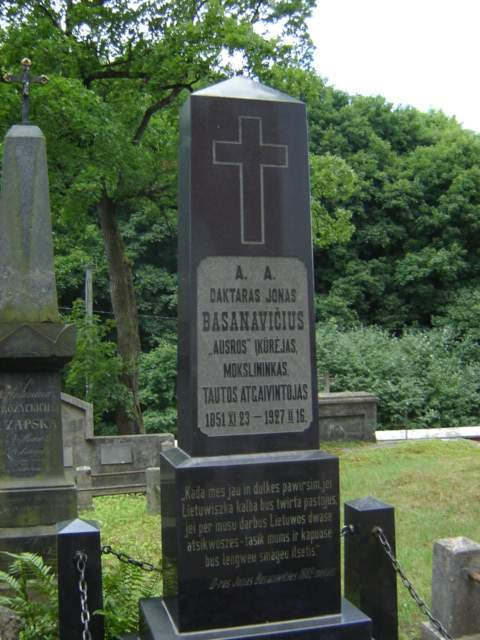
Jonas Basanavičius sírja

A Rasos temető (litvánul: Rasų kapinės, lengyelül: cmentarz Na Rossie w Wilnie) Vilnius ma létező legöregebb temetője, elnevezését a területének helyet biztosító Rasos városrész után kapta.

## Története
A temetőt 1769-ben Bazyli Mille, Vilnius polgármestere alapította egy ősi litván sámán szentély helyén. Ő volt egyúttal az első személy, akit ide temettek. 1801-ben a temetőhöz kis kápolna, és harangtorony épült. 1844 után új, neogótikus szentélyt alakítottak ki, melynek megépítése egy helyi pap, Józef Bohdanowicz, valamint a vilniusi egyetem professzora, Jan Waszkiewicz nevéhez fűződik. 1920-ban a bejárat közelében kis katonai temetőt alakítottak ki, a lengyel–szovjet háború, valamint a lengyel-litván háború elesettjei számára. Piłsudski marsall halála után szívét itt helyezték el, a kialakítandó síremlék miatt a katonai temetőt részben átalakították,Wojciech Jastrzębowski tervei alapján.
1939. szeptember 18-a, a Vörös Hadsereg városba érkezése után három katona állt díszőrségben állandóan a marsall síremlékénél. Három ismeretlen katona, akit 1939-ben ezen a helyen lőttek le, ma közvetlenül Piłsudski szívének síremléke mellett nyugszik.
A második világháborúban elesett lengyel katonák számára a temetőben külön területet alakítottak ki, melyet azonban a háború végeztével felszámoltak. A temetőrész helyreállítására 1993-ban, Lengyelország anyagi támogatásával került sor.
A háború után a temető visszakapta eredeti litván nevét. A 80-as években a temetőt elkezdték felszámolni, egy a szovjetek által tervezett autópálya miatt, ami a temető közepén haladt volna keresztül. A gazdasági nehézségek, valamint a lengyel nyelvű sajtó nyomása miatt végül is a terv nem valósult meg, a temető elpusztítása félbeszakadt.

## Jelentősebb sírok
A temetőben lengyel, litván, és belarusz sírok egyaránt megtalálhatóak, többek között az alábbi személyeké:
- Joachim Lelewel (1786-1861), történész, a vilniusi egyetem professzora
- Eustachy Tyszkiewicz gróf (1814-1873), történész, archeológus
- Czesław Jankowski (1857-1929), költő
- Janina Burchardówna (1883-1924), újságíró, szabadságharcos
- Wacław Dziewulski (1882-1938), fizikus, a vilniusi egyetem professzora
- Antonina Fiszer (1824-1840), színésznő
- Laurynas Gucevičius (1753 - 1798), építész
- Jan O'Connor (1760-1802), orvos, a vilniusi egyetem professzora
- Józef Piłsudski (1867-1935) Lengyelország elnöke, miniszterelnöke
- Adam Piłsudski (1869-1935), Vilnius alpolgármestere
- Karol Podczaszyński (1790-1860), építész, a vilniusi egyetem professzora
- Władysław Horodyjski (?-1920), filozófus, a vilniusi egyetem professzora
- Franciszek Smuglewicz (1745-1807), festő, a vilniusi egyetem professzora
- Władysław Syrokomla (1823-1862), író
- Józef Montwiłł (1850-1911), kórházak, múzeumok anyagi támogatója
- Adam Jocher (1791-1860), az első vilniusi nyilvános könyvtár alapítója
- Juliusz Kłos (1881-1933), építész, az első Vilniusról szóló útikönyv megírója
- Józef Łukaszewicz (1863-1928), forradalmár, a vilniusi egyetem professzora
- Maria Piłsudska (1865-1921), Józef Piłsudski első felesége
- Antoni Wiwulski (1877-1919), építész, szobrász
- Bronisław Wróblewski (1888-1941), ügyvéd
- Jędrzej Śniadecki, (1768-1838), orvos, biológus, kémikus, író
- Mikalojus Konstantinas Čiurlionis, festő, zeneszerző
- Andriey Levicki, író
- Jonas Basanavičius, orvos,
- Vincas Mykolaitis-Putinas, író
- Kazys Boruta, író
- Petras Cvirka, író
- Povilas Višinskis, író
- Antanas Vileišis, orvos, aktivista
- Petras Vileišis mérnök, aktivista
- Jonas Vileišis politikus, Kaunas polgármestere, a litván függetlenségi nyilatkozat egyik aláírója
- Balys Sruoga író, a koncentrációs táborok egyik túlélője

A temetőben található ezenfelül a bolsevikok által 1919-ben elrabolt, majd Daugavpilsben kivégzett lengyelek tömegsírja is.

## Külső hivatkozások
- Fotósorozat a temetőről